# 第18回日本アカデミー賞
第18回日本アカデミー賞は、1995年（平成7年）3月18日に行われた日本アカデミー賞の発表・授賞式。
国立京都国際会館で開催され、司会は高島忠夫と三田佳子が務めた。
日本テレビの放送は、前年（1994年）の3月31日を以て『木曜スペシャル』が廃枠になったため、新たに土曜日に移動、それも21時の『土曜グランド劇場』（現：『土曜ドラマ』、現在は土曜22時枠）と22時の『THE夜もヒッパレ』の両枠を借り切り、さらに直前の『スーパースペシャル』枠拡大により、21:30 - 23:24の「非単発枠」で放送となる（第20回は21:20 - 23:24）。

## 最優秀作品賞
- 忠臣蔵外伝 四谷怪談

### 優秀作品賞
- 居酒屋ゆうれい
- 119
- 四十七人の刺客
- ラストソング

## 最優秀監督賞
- 深作欣二（忠臣蔵外伝 四谷怪談）

### 優秀監督賞
- 市川崑（四十七人の刺客）
- 奥山和由（RAMPO 奥山監督版）
- 竹中直人（119）
- 渡邊孝好（居酒屋ゆうれい）

## 最優秀脚本賞
- 古田求・深作欣二（忠臣蔵外伝 四谷怪談）

### 優秀脚本賞
- 池上金男・竹山洋・市川崑（四十七人の刺客）
- 奥山和由・榎祐平（RAMPO 奥山監督版）
- 田中陽造（居酒屋ゆうれい）
- 野沢尚（集団左遷）

## 最優秀主演男優賞
- 佐藤浩市（忠臣蔵外伝 四谷怪談）

### 優秀主演男優賞
- 赤井英和（119）
- 柴田恭兵（集団左遷）
- 高倉健（四十七人の刺客）
- 本木雅弘（ラストソング）

## 最優秀主演女優賞
- 高岡早紀（忠臣蔵外伝 四谷怪談）

### 優秀主演女優賞
- 安達祐実（家なき子）
- かたせ梨乃（東雲楼 女の乱）
- 山口智子（居酒屋ゆうれい）
- 吉永小百合（女ざかり）

## 最優秀助演男優賞
- 中井貴一（四十七人の刺客）

### 優秀助演男優賞
- 竹中直人（119）
- 津川雅彦（集団左遷）
- 三國連太郎（釣りバカ日誌7）
- 吉岡秀隆（ラストソング）

## 最優秀助演女優賞
- 室井滋（居酒屋ゆうれい）

### 優秀助演女優賞
- 荻野目慶子（忠臣蔵外伝 四谷怪談）
- 斉藤慶子（東雲楼 女の乱）
- 鈴木京香（119）
- 渡辺えり子（忠臣蔵外伝 四谷怪談）

## 最優秀音楽賞
- 忌野清志郎（119）

### 優秀音楽賞
- 金子隆博（河童）
- 川崎真弘（RAMPO 奥山監督版）
- 谷川賢作（四十七人の刺客）
- 和田薫（忠臣蔵外伝 四谷怪談）

## 最優秀撮影賞
- 石原興（忠臣蔵外伝 四谷怪談）

### 優秀撮影賞
- 五十畑幸勇（四十七人の刺客）
- 加藤雄大（ラストソング）
- 佐々木原保志（RAMPO 奥山監督版）
- 森田富士郎（東雲楼 女の乱）

## 最優秀照明賞
- 中島利男（忠臣蔵外伝 四谷怪談）

### 優秀照明賞
- 下村一夫（四十七人の刺客）
- 大澤暉男（ラストソング）
- 安河内央之（RAMPO 奥山監督版）
- 増田悦章（東雲楼 女の乱）

## 最優秀美術賞
- 村木与四郎（忠臣蔵外伝 四谷怪談）

### 優秀美術賞
- 井川徳道（東雲楼 女の乱）
- 小川富美夫（ヤマトタケル）
- 西岡善信・丸井一利（忠臣蔵外伝 四谷怪談）
- 部谷京子（RAMPO 奥山監督版）

## 最優秀録音賞
- 斉藤禎一・大橋鉄矢（四十七人の刺客）

### 優秀録音賞
- 林鑛一（集団左遷）
- 広瀬浩一・鈴木信一（忠臣蔵外伝 四谷怪談）
- 紅谷愃一（RAMPO 奥山監督版）
- 堀池美夫（東雲楼 女の乱）

## 最優秀編集賞
- 長田千鶴子（四十七人の刺客）

### 優秀編集賞
- 奥原好幸（119）
- 川島章正（RAMPO 奥山監督版）
- 鈴木晄（居酒屋ゆうれい）
- 園井弘一（忠臣蔵外伝 四谷怪談）

## 最優秀外国作品賞
- シンドラーのリスト

### 優秀外国作品賞
- スピード
- トゥルーライズ
- パルプ・フィクション
- ピアノ・レッスン

## 新人俳優賞
- 佐伯日菜子（毎日が夏休み）
- 高岡早紀（忠臣蔵外伝 四谷怪談）
- 羽田美智子（RAMPO 奥山監督版）

## 話題賞

### 作品部門
- ヒーローインタビュー

### 俳優部門
- 吉岡秀隆（ラストソング）

## 会長特別賞
- 市川右太衛門（俳優）
- 京マチ子（俳優）
- 三船敏郎（俳優）
- 山田五十鈴（俳優）
- 俊藤浩滋（プロデューサー）

## 協会特別賞
- 宇野正太郎 (背景)
- 宇野竜之介 (背景)

## 特別賞
- 「平成狸合戦ぽんぽこ」
- 「全身小説家」疾走プロダクション／監督 原一男